# Copa Independencia de Bangladés 2021-22
La Copa Independencia 2021-22 fue la undécima edición de la Copa Independencia de Bangladés, el torneo anual de fútbol organizado por la Federación de Fútbol de Bangladés. Un total de quince participantes disputaron la competición.
El Abahani Limited Dhaka se proclamó campeón al derrotar al Bashundhara Kings en la final con marcador de 3-0.

## Equipos participantes
Los siguientes quince equipos fueron los que participaron del torneo.
| Equipo                          | Apariciones | Mejor resultado              |
| ------------------------------- | ----------- | ---------------------------- |
| Bangladesh Police F. C.         | Debut       | N/A                          |
| Bashundhara Kings               | 2           | Campeones (2018)             |
| Chittagong Abahani              | 11          | Campeones (2016)             |
| Abahani Limited Dhaka           | 11          | Campeones (1990)             |
| Dhaka Mohammedan                | 11          | Campeones (1972, 1991, 2014) |
| Muktijoddha Sangsad K. C.       | 11          | Campeones (2005)             |
| Rahmatganj MFS                  | 11          | Semifinalista (2017-18)      |
| Sheikh Russel K. C.             | 7           | Campeones (2013)             |
| Sheikh Jamal D. C.              | 7           | Subcampeón (2012–13)         |
| Saif S. C.                      | 3           | Cuartos de final (2018)      |
| Swadhinata K. S.                | Debut       | N/A                          |
| Uttar Baridhara Club            | Debut       | N/A                          |
| Bangladesh Air Force (Invitado) | Debut       | N/A                          |
| Bangladesh Army (Invitado)      | Debut       | N/A                          |
| Bangladesh Navy (Invitado)      | Debut       | N/A                          |

## Desarrollo

### Sede
Todos los partidos tuvieron como sede el Estadio BSSS Mostafa Kamal en Daca, Bangladés.
| Daca                       |
| BSSS Mostafa Kamal Stadium |
| Capacidad: 25,000          |

### Sorteo
El sorteo se realizó el 23 de noviembre de 2021 en el salón de conferencias del tercer piso de la Federación de Fútbol de Bangladés en Daca, a las quince horas. Los quince equipos fueron divididos en grupos y los dos primeros avanzan a la ronda eliminatoria.

#### Resumen de los grupos
| Grupo A               | Grupo B              | Grupo C                   | Grupo D                 |
| --------------------- | -------------------- | ------------------------- | ----------------------- |
| Abahani Limited Dhaka | Sheikh Jamal D. C.   | Saif S. C.                | Bashundhara Kings       |
| Rahmatganj MFS        | Sheikh Russel K. C.  | Muktijoddha Sangsad K. C. | Chittagong Abahani      |
| Swadhinata K. S.      | Uttar Baridhara Club | Dhaka Mohammedan          | Bangladesh Police F. C. |
|                       | Bangladesh Air Force | Bangladesh Army           | Bangladesh Navy         |

## Arbitraje
| Árbitros - Bitura Barua - Md Saymoon Hasan Sany - Md Jalaluddin - Md Anisur Rahman Sagor - Md Jasim Akter - Md Mizanur Rahman - Md Alamgir Sarkar - Md Shorab Hossain - GM Chowdhury Nayan - Mahmud Zamil Farouqee Nahid | Asistentes - Md Shah Alam - Sujoy Borua - Md Nuruzzaman - Junayed Sharif - Md Monir Dhali - Md Mahmudul Hasan Mamun - Sharifuzzaman Tipu - Mehedi Hasan Emon - Md Rasel Mia - Bayezid Mondol - Sheikh Iqbal Alam - Md Khorshed Islam - Sheikh Farid |

## Fase de grupos
| Leyenda | Leyenda                                                    |
| ------- | ---------------------------------------------------------- |
|         | Ganador del grupo y segundo lugar avanzan a la ronda final |

Reglas de la competición
La ubicación en la tabla del grupo está sujeta a lo siguiente:
- Por juego ganado se obtendrán tres puntos.
- Por juego empatado se obtendrá un punto.
- Por juego perdido no se otorgan puntos.

El orden de los clubes al final de la fase de grupos corresponderá a la suma de los puntos obtenidos por cada uno de ellos y se presentará en forma descendente. Si al finalizar las jornadas respectivas del grupo, dos o más clubes estuviesen empatados en puntos, su posición en la tabla será determinada atendiendo a los siguientes criterios de desempate:
1. Mayor diferencia positiva general de goles. Este resultado se obtiene mediante la sumatoria de los goles anotados a todos los rivales, en cada campeonato menos los goles recibidos de estos.
2. Mayor cantidad de goles a favor, anotados a todos los rivales dentro de la misma competencia.
3. Mejor puntuación particular que hayan conseguido en las confrontaciones particulares entre ellos mismos.
4. Mayor diferencia positiva particular de goles, la cual se obtiene sumando los goles de los equipos empatados y restándole los goles recibidos.
5. Mayor cantidad de goles a favor que hayan conseguido en las confrontaciones

entre ellos mismos.
Todos los horarios corresponden al tiempo de Bangladés (UTC+06:00).

### Grupo A
| Pos. | Equipo                | Pts. | PJ | G | E | P | GF | GC | Dif. |  |
| ---- | --------------------- | ---- | -- | - | - | - | -- | -- | ---- |  |
| 1    | Abahani Limited Dhaka | 6    | 2  | 2 | 0 | 0 | 5  | 2  | +3   |  |
| 2    | Swadhinata K. S.      | 3    | 2  | 1 | 0 | 1 | 4  | 4  | 0    |  |
| 3    | Rahmatganj MFS        | 0    | 2  | 0 | 0 | 2 | 3  | 6  | −3   |  |

 Fuente: Global Sports Archive
Criterios de clasificación: Puntos · Diferencia de goles · Goles a favor
| 29 de noviembre de 2021, 17:45 | Swadhinata K. S.     | 1:2     | Abahani Limited Dhaka                          | BSSS Mostafa Kamal Stadium, Daca |                         |
|                                | - Nodir Mavlonov 91' | Reporte | - Mehedi Hasan Royal 29' - Raphael Augusto 74' | Árbitro(s): Jasim Akter          | Árbitro(s): Jasim Akter |

| 3 de diciembre de 2021, 17:45 | Rahmatganj MFS                         | 2:3     | Swadhinata K. S.                                                         | BSSS Mostafa Kamal Stadium, Daca |                               |
|                               | - Philip Adjah 3' - Sanoar Hossain 25' | Reporte | - Rafał Zaborowski 16' - Nedo Turković 50' - Mohammad Al-Amin 72' (a.g.) | Árbitro(s): Md Alamgir Sarkar    | Árbitro(s): Md Alamgir Sarkar |

| 7 de diciembre de 2021, 17:45 | Abahani Limited Dhaka                                    | 3:1     | Rahmatganj MFS                    | BSSS Mostafa Kamal Stadium, Daca |                           |
|                               | - Dorielton 17' (pen.), 50' - Raphael Augusto 70' (pen.) | Reporte | - Tutul Hossain Badsha 14' (a.g.) | Árbitro(s): Bituraj Barua        | Árbitro(s): Bituraj Barua |

### Grupo B
| Pos. | Equipo               | Pts. | PJ | G | E | P | GF | GC | Dif. |  |
| ---- | -------------------- | ---- | -- | - | - | - | -- | -- | ---- |  |
| 1    | Sheikh Russel K. C.  | 7    | 3  | 2 | 1 | 0 | 4  | 1  | +3   |  |
| 2    | Sheikh Jamal D. C.   | 5    | 3  | 1 | 2 | 0 | 4  | 1  | +3   |  |
| 3    | Uttar Baridhara Club | 2    | 3  | 0 | 2 | 1 | 1  | 2  | −1   |  |
| 4    | Bangladesh Air Force | 1    | 3  | 0 | 1 | 2 | 1  | 6  | −5   |  |

 Fuente: Global Sports Archive
Criterios de clasificación: Puntos · Diferencia de goles · Goles a favor
| 27 de noviembre de 2021, 15:30 | Sheikh Russel K. C. | 1:0     | Uttar Baridhara Club | BSSS Mostafa Kamal Stadium, Daca |                           |
|                                | Mannaf Rabby 58'    | Reporte |                      | Árbitro(s): Bituraj Barua        | Árbitro(s): Bituraj Barua |

| 27 de noviembre de 2021, 18:00 | Sheikh Russel K. C.                                                    | 3:0     | Bangladesh Air Force | BSSS Mostafa Kamal Stadium, Daca |                                  |
|                                | - Otabek Valijonov 16' - Solomon King Kanform 52' - Sohanur Rahman 54' | Reporte |                      | Árbitro(s): Md Saymon Hasan Sany | Árbitro(s): Md Saymon Hasan Sany |

| 1 de diciembre de 2021, 18:00 | Uttar Baridhara Club | 0:0     | Sheikh Jamal D. C. | BSSS Mostafa Kamal Stadium, Daca |                                |
|                               |                      | Reporte |                    | Árbitro(s): GM Chowdhury Nayon   | Árbitro(s): GM Chowdhury Nayon |

| 1 de diciembre de 2021, 20:00 | Bangladesh Air Force | 0:2     | Sheikh Russel K. C. | BSSS Mostafa Kamal Stadium, Daca |                               |
|                               |                      | Reporte | - Ailton 8', 25'    | Árbitro(s): Md Shorab Hossain    | Árbitro(s): Md Shorab Hossain |

| 5 de diciembre de 2021, 16:00 | Uttar Baridhara Club         | 1:1     | Bangladesh Air Force | BSSS Mostafa Kamal Stadium, Daca |                               |
|                               | - Evgeniy Kochnev 82' (pen.) | Reporte | - Juwel Miah 49'     | Árbitro(s): Md Shorab Hossain    | Árbitro(s): Md Shorab Hossain |

| 5 de diciembre de 2021, 18:00 | Sheikh Jamal D. C. | 1:1     | Sheikh Russel K. C. | BSSS Mostafa Kamal Stadium, Daca  |                                   |
|                               | - Shahin Mia 26'   | Reporte | - Esmaël 28'        | Árbitro(s): Md Saymoon Hasan Sany | Árbitro(s): Md Saymoon Hasan Sany |

### Grupo C
| Pos. | Equipo                    | Pts. | PJ | G | E | P | GF | GC | Dif. |  |
| ---- | ------------------------- | ---- | -- | - | - | - | -- | -- | ---- |  |
| 1    | Saif S. C.                | 7    | 3  | 2 | 1 | 0 | 6  | 4  | +2   |  |
| 2    | Bangladesh Army           | 4    | 3  | 1 | 1 | 1 | 4  | 4  | 0    |  |
| 3    | Dhaka Mohammedan          | 4    | 3  | 1 | 1 | 1 | 4  | 4  | 0    |  |
| 4    | Muktijoddha Sangsad K. C. | 1    | 3  | 0 | 1 | 2 | 4  | 6  | −2   |  |

 Fuente: Global Sports Archive
Criterios de clasificación: Puntos · Diferencia de goles · Goles a favor
| 28 de noviembre de 2021, 16:00 | Dhaka Mohammedan                             | 2:1     | Muktijoddha Sangsad K. C. | BSSS Mostafa Kamal Stadium, Daca |                           |
|                                | - Souleymane Diabate 36' - Sahed Hossain 50' | Reporte | - Tetsuaki Misawa 70'     | Árbitro(s): Md Jalaluddin        | Árbitro(s): Md Jalaluddin |

| 28 de noviembre de 2021, 18:00 | Saif S. C.                                                | 2:1     | Bangladesh Army                 | BSSS Mostafa Kamal Stadium, Daca |                              |
|                                | - Emeka Ogbugh 49' (pen.) - Mehedi Hasan Mithu 80' (a.g.) | Reporte | - Mehedi Hasan Mithu 43' (pen.) | Árbitro(s): Md Anisur Rahman     | Árbitro(s): Md Anisur Rahman |

| 2 de diciembre de 2021, 16:00 | Muktijoddha Sangsad K. C.  | 2:3     | Saif S. C.                                                              | BSSS Mostafa Kamal Stadium, Daca |                               |
|                               | - Tetsuaki Misawa 85', 90' | Reporte | - Foysal Ahmed Fahim 17' - Nasirul Islam Nasir 40' - Sazzad Hossain 81' | Árbitro(s): Md Mizanur Rahman    | Árbitro(s): Md Mizanur Rahman |

| 2 de diciembre de 2021, 18:00 | Bangladesh Army                         | 2:1     | Dhaka Mohammedan      | BSSS Mostafa Kamal Stadium, Daca |                           |
|                               | - Ronju Shikdar 18' - Shahriar Imon 69' | Reporte | - Minhaj Abedin Ballu | Árbitro(s): Bituraj Barua        | Árbitro(s): Bituraj Barua |

| 6 de diciembre de 2021, 16:00 | Muktijoddha Sangsad K. C. | 1:1     | Bangladesh Army      | BSSS Mostafa Kamal Stadium, Daca |                               |
|                               | - Ahmed Shamsaldin 8'     | Reporte | - Shamimul Haque 87' | Árbitro(s): Md Mizanur Rahman    | Árbitro(s): Md Mizanur Rahman |

| 6 de diciembre de 2021, 18:00 | Saif S. C.      | 1:1     | Dhaka Mohammedan      | BSSS Mostafa Kamal Stadium, Daca |                                |
|                               | - Mfon Udoh 45' | Reporte | - Rajib Hossain 90+1' | Árbitro(s): GM Chowdhury Nayon   | Árbitro(s): GM Chowdhury Nayon |

### Grupo D
| Pos. | Equipo                  | Pts. | PJ | G | E | P | GF | GC | Dif. |  |
| ---- | ----------------------- | ---- | -- | - | - | - | -- | -- | ---- |  |
| 1    | Bashundhara Kings       | 9    | 3  | 3 | 0 | 0 | 10 | 0  | +10  |  |
| 2    | Bangladesh Police F. C. | 2    | 3  | 0 | 2 | 1 | 2  | 3  | −1   |  |
| 3    | Chittagong Abahani      | 2    | 3  | 0 | 2 | 1 | 2  | 5  | −3   |  |
| 4    | Bangladesh Navy         | 2    | 3  | 0 | 2 | 1 | 2  | 8  | −6   |  |

 Fuente: Global Sports Achive
Criterios de clasificación: Puntos · Diferencia de goles · Goles a favor
| 30 de noviembre de 2021, 16:00 | Chittagong Abahani            | 1:1     | Bangladesh Police F. C. | BSSS Mostafa Kamal Stadium, Daca |                               |
|                                | - Peter Ebimobowei 58' (pen.) | Reporte | - Denilson 48'          | Árbitro(s): Md Mizanur Rahman    | Árbitro(s): Md Mizanur Rahman |

| 30 de noviembre de 2021, 19:15 | Bashundhara Kings                                                                                                   | 6:0     | Bangladesh Navy | BSSS Mostafa Kamal Stadium, Daca |                               |
|                                | - Vranješ 41', 68' - Jonathan da Silveira Fernandes 43' - Eleta Kingsley 79' - Robinho 90+1' - Habibur 90+2' (a.g.) | Reporte |                 | Árbitro(s): Md Alamgir Sarkar    | Árbitro(s): Md Alamgir Sarkar |

| 4 de diciembre de 2021, 16:00 | Bangladesh Police F. C. | 0:1     | Bashundhara Kings    | BSSS Mostafa Kamal Stadium, Daca |                                 |
|                               |                         | Reporte | - Robinho 16' (pen.) | Árbitro(s): Anisur Rahman Sagor  | Árbitro(s): Anisur Rahman Sagor |

| 4 de diciembre de 2021, 18:00 | Bangladesh Navy | 1:1     | Chittagong Abahani          | BSSS Mostafa Kamal Stadium, Daca |                                |
|                               | Jewel Rana 14'  | Reporte | Kehinde Yisa Anifowoshe 89' | Árbitro(s): Saimoon Hasan Sany   | Árbitro(s): Saimoon Hasan Sany |

| 8 de diciembre de 2021, 16:00 | Bangladesh Police F. C. | 1:1     | Bangladesh Navy              | BSSS Mostafa Kamal Stadium, Daca        |                                         |
|                               | - MS Bablu 51'          | Reporte | - Amredin Sharifi 72' (a.g.) | Árbitro(s): Mahmud Zamil Farouqee Nahid | Árbitro(s): Mahmud Zamil Farouqee Nahid |

| 8 de diciembre de 2021, 18:00 | Bashundhara Kings                                    | 3:0     | Chittagong Abahani | BSSS Mostafa Kamal Stadium, Daca |                               |
|                               | - Robinho 22' - Mohammad Ibrahim 83' - Motin Mia 88' | Reporte |                    | Árbitro(s): Md Alamgir Sarkar    | Árbitro(s): Md Alamgir Sarkar |

## Fase final
En las etapas eliminatorias, si un partido termina empatado tras el tiempo regular, se jugarán dos periodos extras de quince minutos y si es necesario los lanzamientos desde el punto de penal.

### Cuadro de desarrollo
|  | Cuartos de final     | Cuartos de final     |                   |                   | Semifinales     | Semifinales     |  |                 | Final           | Final           |  |
|  | 10 / 12 de diciembre | 10 / 12 de diciembre |                   |                   | 14 de diciembre | 14 de diciembre |  |                 | 18 de diciembre | 18 de diciembre |  |
|  |                      |                      |                   |                   |                 |                 |  |                 |                 |                 |  |
|  |                      |                      |                   |                   |                 |                 |  |                 |                 |                 |  |
|  | Abahani Limited      | 4                    |                   |                   |                 |                 |  |                 |                 |                 |  |
|  | Abahani Limited      | 4                    |                   |                   |                 |                 |  |                 |                 |                 |  |
|  | Bangladesh Army      | 0                    |                   |                   |                 |                 |  |                 |                 |                 |  |
|  | Bangladesh Army      | 0                    |                   | Abahani Limited   | 2               |                 |  |                 |                 |                 |  |
|  |                      |                      |                   | Abahani Limited   | 2               |                 |  |                 |                 |                 |  |
|  |                      |                      | Saif              | 0                 |                 |                 |  |                 |                 |                 |  |
|  | Saif                 | 2                    | Saif              | 0                 |                 |                 |  |                 |                 |                 |  |
|  | Saif                 | 2                    |                   |                   |                 |                 |  |                 |                 |                 |  |
|  | Swadhinata           | 0                    |                   |                   |                 |                 |  |                 |                 |                 |  |
|  | Swadhinata           | 0                    |                   |                   |                 |                 |  | Abahani Limited | 3               |                 |  |
|  |                      |                      |                   |                   |                 |                 |  | Abahani Limited | 3               |                 |  |
|  |                      |                      | Bashundhara Kings | 0                 |                 |                 |  |                 |                 |                 |  |
|  | Sheikh Russel        | 0                    | Bashundhara Kings | 0                 |                 |                 |  |                 |                 |                 |  |
|  | Sheikh Russel        | 0                    |                   |                   |                 |                 |  |                 |                 |                 |  |
|  | Bangladesh Police    | 1                    |                   |                   |                 |                 |  |                 |                 |                 |  |
|  | Bangladesh Police    | 1                    |                   | Bangladesh Police | 1               |                 |  |                 |                 |                 |  |
|  |                      |                      |                   | Bangladesh Police | 1               |                 |  |                 |                 |                 |  |
|  |                      |                      | Bashundhara Kings | 2                 |                 |                 |  |                 |                 |                 |  |
|  | Bashundhara Kings    | 4                    | Bashundhara Kings | 2                 |                 |                 |  |                 |                 |                 |  |
|  | Bashundhara Kings    | 4                    |                   |                   |                 |                 |  |                 |                 |                 |  |
|  | Sheikh Jamal         | 0                    |                   |                   |                 |                 |  |                 |                 |                 |  |
|  | Sheikh Jamal         | 0                    |                   |                   |                 |                 |  |                 |                 |                 |  |
|  |                      |                      |                   |                   |                 |                 |  |                 |                 |                 |  |

### Cuartos de final
| 10 de diciembre de 2021, 17:15 | Abahani Limited Dhaka                                                      | 4:0     | Bangladesh Army | BSSS Mostafa Kamal Stadium, Daca |                           |
|                                | - Daniel Colindres 45', 70' - Nabib Newaj Jibon 67' - Emon Mahmud Babu 76' | Reporte |                 | Árbitro(s): Bituraj Barua        | Árbitro(s): Bituraj Barua |

| 10 de diciembre de 2021, 20:00 | Saif S. C.                                   | 2:0 (2:0 t. s.) | Swadhinata K. S. | BSSS Mostafa Kamal Stadium, Daca |                               |
|                                | - Maraz Hossain 91' - Foysal Ahmed Fahim 99' | Reporte         |                  | Árbitro(s): Md Alamgir Sarkar    | Árbitro(s): Md Alamgir Sarkar |

| 12 de diciembre de 2021, 17:15 | Sheikh Russel K. C. | 0:1     | Bangladesh Police F. C. | BSSS Mostafa Kamal Stadium, Daca |                               |
|                                |                     | Reporte | Amredin Sharifi 4'      | Árbitro(s): Md Mizanur Rahman    | Árbitro(s): Md Mizanur Rahman |

| 12 de diciembre de 2021, 20:00 | Bashundhara Kings                                                                           | 4:0     | Sheikh Jamal D. C. | BSSS Mostafa Kamal Stadium, Daca |                                |
|                                | - Motin Mia 58' - Jonathan da Silveira Fernandes 73', 81' - Sheikh Alamgir Kabir Rana 90+4' | Reporte |                    | Árbitro(s): Saimoon Hasan Sany   | Árbitro(s): Saimoon Hasan Sany |

### Semifinales
| 14 de diciembre de 2021, 17:15 | Abahani Limited Dhaka                          | 2:0     | Saif S. C. | BSSS Mostafa Kamal Stadium, Daca |                               |
|                                | - Daniel Colindres 25' - Nabib Newaj Jibon 82' | Reporte |            | Árbitro(s): Md Mizanur Rahman    | Árbitro(s): Md Mizanur Rahman |

| 14 de diciembre de 2021, 20:00 | Bangladesh Police F. C. | 1:2 (1:2 t. s.) | Bashundhara Kings                           | BSSS Mostafa Kamal Stadium, Daca |                               |
|                                | - Danilo Quipapá 8'     | Reporte         | - Mohammad Ibrahim 30' - Yeasin Arafat 119' | Árbitro(s): Md Alamgir Sarkar    | Árbitro(s): Md Alamgir Sarkar |

### Final
| 18 de diciembre de 2021, 17:30 | Abahani Limited Dhaka                           | 3:0     | Bashundhara Kings | BSSS Mostafa Kamal Stadium, Daca |                               |
|                                | - Rakib Hossain 53' - Dorielton 63' (pen.), 72' | Reporte |                   | Árbitro(s): Md Alamgir Sarkar    | Árbitro(s): Md Alamgir Sarkar |

|                                                  |
|                                                  |
| Campeón invicto Abahani Limited Dhaka 2.º título |

## Estadísticas

### Goleadores
Lista con los máximos goleadores de la competencia.
4 goles
- Dorielton (Abahani Limited Dhaka)

3 goles
- Jonathan da Silveira Fernandes (Bashundhara Kings)
- Robinho (Bashundhara Kings)
- Daniel Colindres (Abahani Limited Dhaka)
- Tetsuaki Misawa (Muktijoddha Sangsad K. C.)

2 goles
- Foysal Ahmed Fahim (Saif S. C.)
- Mohammad Ibrahim (Bashundhara Kings)
- Motin Mia (Bashundhara Kings)
- Nabib Newaj Jibon (Abahani Limited Dhaka)
- Ailton Machado (Sheikh Russel K. C.)
- Raphael Augusto (Abahani Limited Dhaka)
- Stojan Vranješ (Bashundhara Kings)

1 gol
- Amredin Sharifi (Bangladesh Police F. C.)
- Eleta Kingsley (Bashundhara Kings)
- Emon Mahmud Babu (Abahani Limited Dhaka)
- Jewel Rana (Bangladesh Navy)
- Juwel Miah (Bangladesh Air Force)
- Mannaf Rabbi (Sheikh Russel K. C.)
- Maraz Hossain (Saif S. C.)
- Mehedi Hasan Mithu (Bangladesh Army)
- Mehedi Hasan Royal (Abahani Limited Dhaka)
- Minhaj Abedin Ballu (Dhaka Mohammedan)
- MS Bablu (Bangladesh Police F. C.)
- Nasirul Islam Nasir (Saif S. C.)
- Rajib Hossain (Dhaka Mohammedan)
- Ranju Shikdar (Bangladesh Army)
- Rakib Hossain (Abahani Limited Dhaka)
- Sahed Hossain (Dhaka Mohammedan)
- Sanowar Hossain (Rahmatganj MFS)
- Sazzad Hossain (Saif S. C.)
- Shahin Mia (Sheikh Jamal D. C.)
- Shahriar Emon (Bangladesh Army)
- Shamimul Haque (Bangladesh Army)
- Sheikh Alamgir Kabir Rana (Bashundhara Kings)
- Sohanur Rahman (Sheikh Jamal D. C.)
- Yeasin Arafat (Bashundhara Kings)
- Nedo Turković (Swadhinata K. S.)
- Danilo Quipapá (Bangladesh Police F. C.)
- Denilson Rodrigues Roldão (Bangladesh Police F. C.)
- Ahmed Shamsaldin (Muktijoddha Sangsad K. C.)
- Solomon King Kanform (Sheikh Jamal D. C.)
- Philip Adjah (Rahmatganj MFS)
- Esmaël Gonçalves (Sheikh Russel K. C.)
- Souleymane Diabate (Dhaka Mohammedan)
- Emeka Ogbugh (Saif S. C.)
- Kehinde Yisa Anifowoshe (Chittagong Abahani)
- Mfon Udoh (Saif S. C.)
- Peter Ebimobowei (Chittagong Abahani)
- Rafał Zaborowski (Swadhinata K. S.)
- Evgeniy Kochnov (Uttar Baridhara Club)
- Nodir Mavlonov (Swadhinata K. S.)
- Otabek Valijonov (Sheikh Jamal D. C.)

### Autogoles
† Negrita indica equipo ganador del partido.
| Jugador              | Equipo                  | Rival             | Resultado | Fecha                   |
| -------------------- | ----------------------- | ----------------- | --------- | ----------------------- |
| Mehedi Hasan Mithu   | Bangladesh Army         | Saif S. C.        | 1–2       | 28 de noviembre de 2021 |
| Habibur Rahman       | Bangladesh Navy         | Bashundhara Kings | 0–6       | 30 de noviembre de 2021 |
| Mohammad Al-Amin     | Rahmatganj MFS          | Swadhinata K. S.  | 2–3       | 3 de diciembre de 2021  |
| Tutul Hossain Badsha | Abahani Limited Dhaka   | Rahmatganj MFS    | 1–3       | 7 de diciembre de 2021  |
| Amredin Sharifi      | Bangladesh Police F. C. | Bangladesh Navy   | 1–1       | 8 de diciembre de 2021  |